# Vitanovac (Bela Palanka)
Vitanovac (cirill betűkkel Витановац) egy falu Szerbiában, a Piroti körzetben, a Bela Palanka községben.

## Népesség
- 1948-ban 648 lakosa volt.
- 1953-ban 564 lakosa volt.
- 1961-ben 469 lakosa volt.
- 1971-ben 381 lakosa volt.
- 1981-ben 206 lakosa volt.
- 1991-ben 143 lakosa volt
- 2002-ben 72 lakosa volt, akik közül 71 szerb (98,61%) és 1 ismeretlen.